# Synagoga Yusef Abad w Teheranie
Synagoga Yusef Abad w Teheranie (pers. Kenise e Yusef Abad, hebr. בית הכנסת יוסף-עבד) – jedna z największych synagog znajdujących się w Teheranie, stolicy Iranu, w dzielnicy Yusef Abad.
W 1999 roku, Feizollah Mekhoubad, 78. letni kantor synagogi został skazany na karę śmierci za więzi i sympatyzowanie z Izraelem. 8 lutego 2003 roku synagoga została odwiedzona przez prezydenta Iranu, Mohammada Chatamiego. Była to pierwsza wizyta głowy państwa Iranu od czasu rewolucji islamskiej.